# Swatch

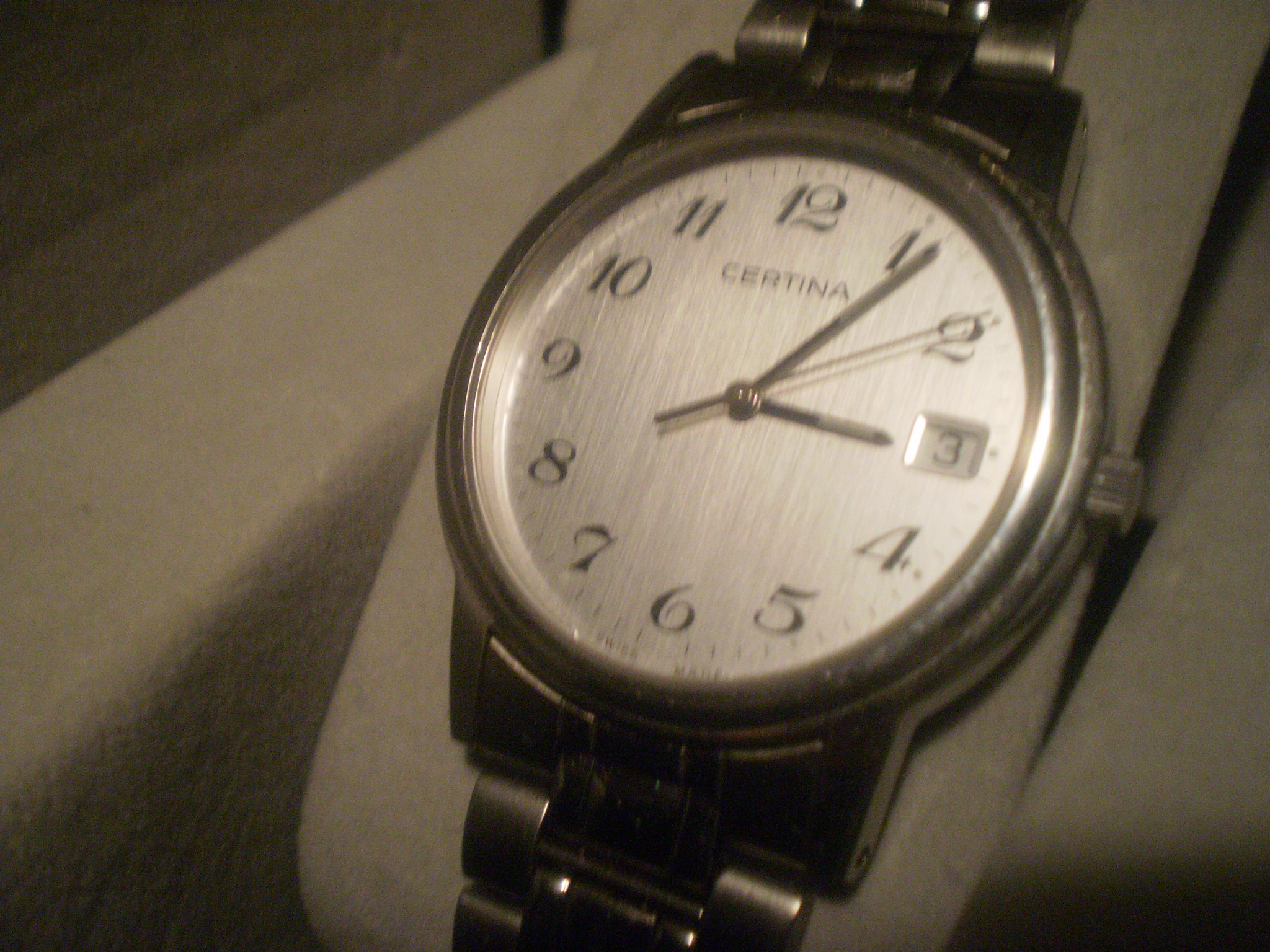
Certina to jedna z marek Swatch Group

Swatch AG – szwajcarski koncern zrzeszający producentów zegarków. Powstał w 1983 roku w wyniku przekształcenia firm ASUAG i SSIH. Twórcą marki Swatch był zmarły w czerwcu 2010 Nicolas G. Hayek.
Do koncernu należą następujące marki: Harry Winston, Breguet, Blancpain, Glashütte Original, Jaquet Droz, Léon Hatot, Omega, Longines, Rado, Union Glashütte, Tissot, ck watch & jewelry – Calvin Klein, Balmain, Certina, Mido, Hamilton, Swatch, Flik Flak, Endura.
Siedziba przedsiębiorstwa:
Seevorstadt 6, CH-2501 Biel/Bienne, Szwajcaria